# 格雷戈里奧阿爾瓦拉辛蘭奇帕上校區
18°02′23″S 70°15′15″W / 18.0397°S 70.2541°W
格雷戈里奧阿爾瓦拉辛蘭奇帕上校區（西班牙語：Distrito de Coronel Gregorio Albarracín Lanchipa），是秘魯的一個區，位於該國南部塔克納大區的塔克納省，始建於2001年2月2日，面積187.7平方公里，海拔高度560米，2005年人口58,549，人口密度每平方公里310人。